# Александър Тод
 Александър Робертус Тод, барон Тод (на английски: Alexander Robertus Todd, Baron Todd) е шотландски биохимик, лауреат на Нобелова награда за химия от 1957 г. за работата му върху структурата и синтеза на нуклеотиди, нуклеозиди и нуклеотидни коензими.

## Биография
Тод е роден в Каткарт, район на Глазгоу на 2 октомври 1907 г. Той е син на Александър Тод, служител в Глазгоуското метро, и Джейн Лоури.
Завършва средното си образование в родния си град, а след това се записва да учи в Глазгоуския университет, където получава бакалавърска степен през 1928 г. Защитава докторската си степен в Гьоте университет Франкфурт на Майн през 1931 г., където дисертацията му касае жлъчните киселини.
Тод е награден със стипендия от Кралската комисия за Голямото изложение и, след като учи в колежа Ориел към Оксфордския университет, получава още една докторска степен през 1933 г.
След като завършва Оксфорд, Тод заема различни длъжности в института Листър за превантивна медицина, Единбургския университет и Лондонския университет, където е назначен за лектор по биохимия.
През 1938 г. Александър Тод прекарва шест месеца като гост-преподавател в Калифорнийския технологичен институт, но накрая отказва предложение да остане да работи там. Тод става ръководител на департамента по химия в Манчестърския университет през 1938 г., където започва да работи върху нуклеозидите – химични съединения, които съставят структурните единици на нуклеиновите киселини (ДНК и РНК).
През 1937 г. Тод се жени за Алисън Сара Дейл, дъщеря на Хенри Халет Дейл, който е нобелов лауреат от 1936 г. и президент на Британското кралско научно дружество. Двамата имат син и две дъщери.
През 1944 г. е назначен за ръководител на департамента по химия в Кеймбриджкия университет – позиция, на която служи до пенсионирането си през 1971 г. През 1949 г. синтезира аденозинтрифосфат (АТФ) и флавин-аденин-динуклеотид (ФАД). Служи като гост-преподавател в Чикагския университет през есента на 1948 г. и в университета в Сидни през 1950 г.
През 1954 г. е посветен в рицарство като Сър Александър Тод На 16 април 1962 г. е направен барон Тод на Тръмпингтън в Кеймбриджшър
През 1955 г. спомага за уточняването на структурата на витамин B12, макар финалната формула и точната структура да се определени от Дороти Кроуфут Ходжкин и екипа ѝ. По-късно Тод работи върху структурата и синтеза на витамин B1 и витамин E, антоцианите на насекомите и изучава алкалоидите в хашиша и марихуаната. Служи като ръководител на Консултативния комитет за научната политика към правителството на Великобритания от 1952 до 1964 г.
Избран е за член на колежа Крайст, Кеймбридж през 1944 г. Става канцлер на университета в Стратклайд през 1975 г. и гост-преподавател в университета в Хертфордшър в периода 1978 – 1986 г. Освен множеството си почетни степени, от 1942 г. Тод е член на Британското кралско научно дружество, като в периода 1975 – 1980 г. служи като негов президент. През 1977 г. е награден с орден За заслуги.
През 1981 г. Тод става съосновател на Световния културен съвет. През 1992 г. се подписва под Предупреждението на учените към човечеството.
Умира от сърдечен удар на 10 януари 1997 г. в Кеймбридж.